# Karl Braun (biskup)
Karl Heinrich Braun (ur. 13 grudnia 1930 w Kempten) – niemiecki duchowny rzymskokatolicki, w latach 1995–2001 arcybiskup metropolita Bambergu, wcześniej w latach 1984-1995 biskup diecezjalny Eichstätt.

## Życiorys
Święcenia kapłańskie przyjął 10 października 1958 w diecezji augsburskiej. 17 kwietnia 1984 papież Jan Paweł II mianował go biskupem Eichstätt. Sakry udzielił mu 16 czerwca 1984 Alois Brems, jego poprzednik na tej stolicy biskupiej. 25 marca 1995 został przeniesiony na urząd arcybiskupa metropolity Bambergu, jego ingres do tamtejszej archikatedry miał miejsce 25 maja 1995. 2 lipca 2001 zrezygnował z tego stanowiska i przeszedł na wcześniejszą emeryturę w wieku 70 lat (biskupi wiek emerytalny przewidziany prawem kanonicznym to 75 lat).